# Vic Millrose
Victor (Vic) Millrose (Boston, 25 mei 1935) is een Amerikaans producer, arrangeur en songwriter van popmuziek, filmmuziek, Broadway en commercials.

## Biografie
Millrose schreef mee aan het nummer Last chance to turn around (1965) waarmee Gene Pitney op nummer 13 van de Billboard Hot 100 terechtkwam. Ook schreef hij samen met Mark Barkan aan nummers als I'm indestructible (1967) dat in de VS een bescheiden hit werd voor Jack Jones en aan Vive l'amour (1967) dat voor The Cats de tweede single was in de Nederlandse Top 40.
Verder schreef hij veel filmmuziek, onder meer voor films van Elvis Presley, zoals  voor Kissin' cousins (1964) en Girl happy (1965). Samen Michel LeGrand werkte hij samen aan de muziek voor de film The plastic dome of Norma Jean (1966) met Sharon Henesy in de hoofdrol.
Samen met Alan Bernstein (ook Abe) richtte hij Millrose-Bernstein Productions op. Sinds 1967 werkten ze als duo voor Famous Music Corp en in juli 1968 werden ze de eerste twee vaste liedschrijvers van de muziekuitgeverij van Mercury Records, op het gebied van popmuziek, filmmuziek, Broadway en commercials. Vanuit hun eigen bedrijf waren ze  bij Mercury verder nog werkzaam als producer en arrangeur.
Met Bernstein schreef hij zijn grootste hit, namelijk This girl is a woman now (1969) waarmee Gary Puckett in de VS een nummer 9-hit scoorde en dat als cover ook nog een bescheiden hit (1970) opleverde voor Nancy Wilson. Verder schreef hij muziek voor Dusty Springfield.